# Trachysphyrus praeclarus
Trachysphyrus praeclarus är en stekelart som beskrevs av Porter 1969. Trachysphyrus praeclarus ingår i släktet Trachysphyrus och familjen brokparasitsteklar. Inga underarter finns listade i Catalogue of Life.